# Amilly (Eure y Loir)
Amilly es una comuna francesa situada en el departamento de Eure y Loir, en la región de Centro-Valle del Loira.

## Demografía
| 554 | 676 | 1168 | 1779 | 2098 | 1958 | 1806 |
| Para los censos de 1962 a 1999 la población legal corresponde a la población sin duplicidades (Fuente: INSEE [Consultar]) |     |      |      |      |      |      |